# Rodzina planetoidy Haumea

Rodzina planety karłowatej (136108) Haumea (kolor zielony) w porównaniu z innymi grupami obiektów w pasie Kuipera

Rodzina planety karłowatej Haumea – grupa planetoid transneptunowych charakteryzujących się podobnymi parametrami orbit i składem powierzchni do planety karłowatej (136108) Haumea.

## Orbity członków rodziny i charakterystyka fizyczna
Do obiektów wchodzących w skład tej rodziny zaliczane są, oprócz (136108) Haumea i jej dwóch księżyców, następujące planetoidy:
- (19308) 1996 TO66,
- (24835) 1995 SM55,
- (55636) 2002 TX300,
- (120178) 2003 OP32
- oraz (145453) 2005 RR43.

Wszystkie one poruszają się po podobnych orbitach, których półoś wielka wynosi ok. 43 j.a., mimośród 0,19, a nachylenie względem ekliptyki to ok. 28°.
Przypuszcza się, iż wszystkie te planetoidy mają podobne pochodzenie, gdyż wykazują również wspólne cechy fizyczne, co - prócz podobieństw orbit – tym bardziej pozwala wysnuć hipotezę o wspólnej genezie. Różnice w podstawowych parametrach orbitalnych to zaledwie 5% dla półosi wielkiej, 1,4° dla inklinacji oraz 0,08 dla mimośrodu. Jeśli zaś chodzi o właściwości fizyczne, to obiekty te posiadają podobne barwy powierzchni (w podobny sposób odbijają światło słoneczne i pochłaniają je), a widma ich wykazują obecność lodu wodnego.

## Geneza rodziny
Powstanie tej rodziny nastąpiło – jak wydaje się dziś najbardziej prawdopodobnym – w wyniku kolizji pierwotnego obiektu z ciałem o średnicy ok. 1660 km i średniej gęstości ok. 2 g/cm3. W wyniku tego wydarzenia Haumea straciła ok. 20% swej pierwotnej masy. Poszczególne fragmenty oddaliły się, tworząc nowe obiekty. Dwa księżyce, jakie posiada (136108) Haumea są także pozostałościami tej kosmicznej katastrofy.